# Anostomoides laticeps
Anostomoides laticeps (nome comum: aracu-cabeça-gorda) é uma espécie de peixe sul-americano de água doce.